# Das ist je gewißlich wahr, BWV 141
Das ist je gewißlich wahr, BWV 141, és una cantata religiosa atribuïda en el passat a Johann Sebastian Bach, però que fou composta per Georg Philliph Telemann, per al tercer diumenge d'Advent . La localització actual en el Catàleg de Bach és Anh.III, 157.